# Grammatica islandese
La grammatica islandese descrive le regole e le irregolarità della lingua islandese.
La lingua islandese è una lingua altamente flessiva, si distinguono tre generi (maschile, femminile, neutro), due numeri (singolare, plurale) e quattro casi (nominativo, genitivo, dativo, accusativo).
I verbi vengono declinati per tempo, modo e persona.

## Sostantivi
I sostantivi islandesi come detto precedentemente sono declinati per genere, numero e caso.
Vi sono due declinazioni principali per ogni genere, declinazione forte e declinazione debole, le quali a loro volta si dividono in altre sottodeclinazioni a seconda di varie regole grammaticali (aspirazioni, cambio di consonanti o vocali ecc.).
la seguente tabella mostra la declinazione di alcuni sostantivi: hattur (cappello), borg (città), glas (bicchiere), gler (vetro).
| numero    | caso | maschile | femminile | neutro | neutro    |
| --------- | ---- | -------- | --------- | ------ | --------- |
| singolare | nom. | hattur   | borg      | glas   | gler      |
| singolare | acc. | hatt     | borg      | glas   | gler      |
| singolare | dat. | hatti    | borg      | glasi  | gleri     |
| singolare | gen. | hatts    | borgar    | glass  | glers     |
| plurale   | nom. | hattar   | borgir    | glös   | gler      |
| plurale   | acc. | hatta    | borgir    | glös   | gler      |
| plurale   | dat. | höttum   | borgum    | glösum | gler(j)um |
| plurale   | gen. | hatta    | borga     | glasa  | gler(j)a  |

Si può riconoscere il genere grammaticale di un sostantivo la maggior parte delle volte in base alla sua terminazione al nominativo:
- Genere maschile: di solito al nominativo termina in -ur, -i, -ll oppure -nn.
- Genere femminile: di solito al nominativo termina in -a, -ing oppure -un.
- Genere neutro: di solito non ha una terminazione al nominativo oppure termina in vocale accentata.

## Articoli
Non ci sono articoli indeterminativi in islandese (ital. un, uno, una) mentre l'articolo determinativo di solito è unito alla fine del sostantivo nelle domande.
L'articolo determinativo indipendente di solito non si unisce alla fine del sostantivo e il suo utilizzo non risponde a regole precise, diventando così più un problema di stile che grammaticale.
La seguente tabella mostra l'uso dell'articolo enclitico (cioè unito alla fine del sostantivo) nei vari casi, generi e numeri del sostantivo cui è attaccato (Attenzione! la tabella non è esaustiva poiché esistono moltissime eccezioni alla regola!)
| Senza articolo | Senza articolo | Senza articolo | Senza articolo | Senza articolo | Senza articolo | Articolo determinativo | Articolo determinativo | Articolo determinativo | Articolo determinativo | Articolo determinativo | Articolo determinativo |
| maschile       | maschile       | femminile      | femminile      | neutro         | neutro         | maschile               | maschile               | femminile              | femminile              | neutro                 | neutro                 |
| sing.          | plu.           | sing.          | plu.           | sing.          | plu.           | sing.                  | plu.                   | sing.                  | plu.                   | sing.                  | plu.                   |
| -------------- | -------------- | -------------- | -------------- | -------------- | -------------- | ---------------------- | ---------------------- | ---------------------- | ---------------------- | ---------------------- | ---------------------- |
| -ur            | -ar            | -              | -ir            | -              | -              | -urinn                 | -arnir                 | -in                    | -irnar                 | -ið                    | -in                    |
| -i             | -ar            | -              | -ir            | -              | -              | -inn                   | -arnir                 | -in                    | -irnar                 | -ið                    | -in                    |
| -ll            | -ar            | -a             | -ur            | -              | -              | -llinn                 | -arnir                 | -an                    | -urnar                 | -ið                    | -in                    |
| -nn            | -ar            | -a             | -ur            | -              | -              | -nninn                 | -arnir                 | -an                    | -urnar                 | -ið                    | -in                    |

Esiste in islandese moderno una versione dell'articolo determinativo non enclitico che rimane lo stesso per tutti i tre generi, rappresentato dalla parola hinn.

## Pronomi

### Personali
I pronomi personali in islandese sono i seguenti:
|           | caso | prima persona | seconda persona | terza persona | terza persona | terza persona | terza persona |
| --------- | ---- | ------------- | --------------- | ------------- | ------------- | ------------- | ------------- |
| singolare | nom. | ég            | þú              | hann          | hún           | það           | hán           |
| singolare | acc. | mig           | þig             | hann          | hana          | það           | hán           |
| singolare | dat. | mér           | þér             | honum         | henni         | því           | háni          |
| singolare | gen. | mín           | þín             | hans          | hennar        | þess          | háns          |
| plurale   | nom. | við           | þið             | þeir          | þær           | þau           | þau           |
| plurale   | acc. | okkur         | ykkur           | þá            | þær           | þau           | þau           |
| plurale   | dat. | okkur         | ykkur           | þeim          | þeim          | þeim          | þeim          |
| plurale   | gen. | okkar         | ykkar           | þeirra        | þeirra        | þeirra        | þeirra        |

L'islandese ha una versione differente del pronome loro a seconda che il gruppo di persone di cui si parla sia fatto di sostantivi maschili, femminili o neutri. Nel caso di gruppi di cose/persone in cui vi è presenza di più di un genere si usa il genere neutro.
Come in tutte le lingue germaniche in islandese i verbi sono sempre preceduti (od accompagnati) dal pronome personale, ma a differenza di molte altre lingue germaniche (come inglese, danese o norvegese) il pronome può anche presentarsi a fine frase (tutto ciò è possibile a causa dell'alto grado di flessione presente in islandese).

### Riflessivi
L'islandese possiede un pronome riflessivo, il cui utilizzo è simile al pronome si italiano. Questo pronome non ha distinzione di genere e numero e, in quanto riflessivo, manca del nominativo.
| caso | pronomi |
| ---- | ------- |
| acc. | sig     |
| dat. | sér     |
| gen. | sín     |

### Possessivi
I pronomi possessivi si declinano per genere, numero e caso, e si accordano sia con il possessore che col posseduto.
|           | caso | prima persona | prima persona | prima persona | seconda persona | seconda persona | seconda persona | terza persona | terza persona | terza persona |
| --------- | ---- | ------------- | ------------- | ------------- | --------------- | --------------- | --------------- | ------------- | ------------- | ------------- |
| singolare | nom. | minn          | mín           | mitt          | þinn            | þín             | þitt            | sinn          | sín           | sitt          |
| singolare | acc. | minn          | mína          | mitt          | þinn            | þína            | þitt            | sinn          | sína          | sitt          |
| singolare | dat. | mínum         | minni         | mínu          | þínum           | þinni           | þínu            | sínum         | sinni         | sínu          |
| singolare | gen. | míns          | minnar        | míns          | þíns            | þinnar          | þíns            | síns          | sinnar        | síns          |
| plurale   | nom. | mínir         | mínar         | mín           | þínir           | þínar           | þín             | sínir         | sínar         | sín           |
| plurale   | acc. | mína          | mínar         | mín           | þína            | þínar           | þín             | sína          | sínar         | sín           |
| plurale   | dat. | mínum         | mínum         | mínum         | þínum           | þínum           | þínum           | sínum         | sínum         | sínum         |
| plurale   | gen. | minna         | minna         | minna         | þinna           | þinna           | þinna           | sinna         | sinna         | sinna         |

### Dimostrativi
I pronomi dimostrativi sono i seguenti:
|          | caso | "questo" | "questo" | "questo" | "quello" | "quello" | "quello" | "quell'altro" | "quell'altro" | "quell'altro" |
| -------- | ---- | -------- | -------- | -------- | -------- | -------- | -------- | ------------- | ------------- | ------------- |
| singular | nom. | þessi    | þessi    | þetta    | sá       | sú       | það      | hinn          | hin           | hitt          |
| singular | acc. | þennan   | þessa    | þetta    | þann     | þá       | það      | hinn          | hina          | hitt          |
| singular | dat. | þessum   | þessari  | þessu    | þeim     | þeirri   | því      | hinum         | hinni         | hinu          |
| singular | gen. | þessa    | þessarar | þessa    | þess     | þeirrar  | þess     | hins          | hinnar        | hins          |
| plural   | nom. | þessir   | þessar   | þessi    | þeir     | þær      | þau      | hinir         | hinar         | hin           |
| plural   | acc. | þessa    | þessar   | þessi    | þá       | þær      | þau      | hina          | hinar         | hin           |
| plural   | dat. | þessum   | þessum   | þessum   | þeim     | þeim     | þeim     | hinum         | hinum         | hinum         |
| plural   | gen. | þessara  | þessara  | þessara  | þeirra   | þeirra   | þeirra   | hinna         | hinna         | hinna         |

Þessi e sá corrispondono pressappoco a questo/quello mentre hinn significa l'altro di due.

### Indefiniti
Ci sono circa 20 pronomi indefiniti che si declinano in vario modo, ma per semplificare l'argomento mostreremo la declinazione di uno dei più complessi, enginn (nessuno).
| nessuno   | caso | Maschile         | Femminile        | Neutro           |
| --------- | ---- | ---------------- | ---------------- | ---------------- |
| singolare | nom. | enginn (engi)    | engin (engi)     | ekkert (ekki)    |
| singolare | acc. | engan (öng(v)an) | enga (öng(v)a)   | ekkert (ekki)    |
| singolare | dat. | engum (öng(v)um) | engri (öngri)    | engu (öng(v)u)   |
| singolare | gen. | einskis (einkis) | engrar (öngrar)  | einskis (einkis) |
| plurale   | nom. | engir (öng(v)ir) | engar (öng(v)ar) | engin (engi)     |
| plurale   | acc. | enga (öng(v)a)   | engar (öng(v)ar) | engin (engi)     |
| plurale   | dat. | engum (öng(v)um) | engum (öng(v)um) | engum (öng(v)um) |
| plurale   | gen. | engra (öngra)    | engra (öngra)    | engra (öngra)    |

Le forme tra parentesi sono dialettali mentre le altre sono quelle dell'islandese ufficiale, ma se vorrete imparare e parlare islandese le incontrerete entrambe nel corso del tempo.
Esiste anche una forma fossilizzata, Einugi, che si incontra solo nel proverbio Fátt er svo illt, að einugi dugi (Ci sono poche cose così brutte da non poter essere superate)

## Numerali
I numeri da uno a quattro sono declinati a seconda di genere e caso.
| uno        | maschile | femminile | neutro |
| ---------- | -------- | --------- | ------ |
| nominativo | einn     | ein       | eitt   |
| accusativo | einn     | eina      | eitt   |
| dativo     | einum    | einni     | einu   |
| genitivo   | eins     | einnar    | eins   |

| due        | maschile | femminile | neutro  |
| ---------- | -------- | --------- | ------- |
| nominativo | tveir    | tvær      | tvö     |
| accusativo | tvo      | tvær      | tvö     |
| dativo     | tveimur  | tveimur   | tveimur |
| genitivo   | tveggja  | tveggja   | tveggja |

| tre        | maschile | femminile | neutro  |
| ---------- | -------- | --------- | ------- |
| nominativo | þrír     | þrjár     | þrjú    |
| accusativo | þrjá     | þrjár     | þrjú    |
| dativo     | þremur   | þremur    | þremur  |
| genitivo   | þriggja  | þriggja   | þriggja |

| quattro    | maschile | femminile | neutro   |
| ---------- | -------- | --------- | -------- |
| nominativo | fjórir   | fjórar    | fjögur   |
| accusativo | fjóra    | fjórar    | fjögur   |
| dativo     | fjórum   | fjórum    | fjórum   |
| genitivo   | fjögurra | fjögurra  | fjögurra |

Gli altri numeri non sono declinati, ad eccezione di quelli usati anche come sostantivi.
| cinque      | fimm    | diciannove    | nítján          |
| sei         | sex     | venti         | tuttugu         |
| sette       | sjö     | ventuno       | tuttugu og einn |
| otto        | átta    | trenta        | þrjátíu         |
| nove        | níu     | quaranta      | fjörutíu        |
| dieci       | tíu     | cinquanta     | fimmtíu         |
| undici      | ellefu  | sessanta      | sextíu          |
| dodici      | tólf    | settanta      | sjötíu          |
| tredici     | þrettán | ottanta       | áttatíu         |
| quattordici | fjórtán | novanta       | níutíu          |
| quindici    | fimmtán | (uno) cento   | (eitt) hundrað  |
| sedici      | sextán  | (uno) mille   | (eitt) þúsund   |
| diciassette | sautján | (un0) milione | (ein) milljón   |
| diciotto    | átján   | zero          | núll            |

hundrað ad esempio è un sostantivo neutro mentre þúsund è un sostantivo neutro o femminile, e tutti i multipli di mille sono rispettivamente maschili o femminili, a seconda della terminazione.

## Aggettivi
Gli aggettivi ovviamente devono accordarsi in genere, numero e caso al sostantivo cui sono riferiti.
Per esempio l'aggettivo islenskur (islandese) si declina come segue.
| Islandese (forte) | caso | Maschile  | Femminile  | Neutro    |
| ----------------- | ---- | --------- | ---------- | --------- |
| singolare         | nom. | íslenskur | íslensk    | íslenskt  |
| singolare         | acc. | íslenskan | íslenska   | íslenskt  |
| singolare         | dat. | íslenskum | íslenskri  | íslensku  |
| singolare         | gen. | íslensks  | íslenskrar | íslensks  |
| plurale           | nom. | íslenskir | íslenskar  | íslensk   |
| plurale           | acc. | íslenska  | íslenskar  | íslensk   |
| plurale           | dat. | íslenskum | íslenskum  | íslenskum |
| plurale           | gen. | íslenskra | íslenskra  | íslenskra |

La declinazione forte di un aggettivo si usa quando non ci è specificato da un pronome o da un articolo il genere del sostantivo che accompagna l'aggettivo. Per esempio, Ég bý með íslenskri konu--Io vivo con una donna islandese.
Sia islenskri che konu sono al dativo singolare femminile, poiché nessun articolo o pronome ci dice che konu sia un sostantivo femminile, dunque deve essere l'aggettivo (islenskri) a dircelo.
Se invece l'aggettivo è insieme ad un pronome oppure articolo che definiscono il genere del sostantivo modificato, allora si userà la declinazione debole.
| Islandese (debole) | caso             | Maschile | Femminile | Neutro   |
| ------------------ | ---------------- | -------- | --------- | -------- |
| singolare          | nom.             | íslenski | íslenska  | íslenska |
| singolare          | acc., dat., gen. | íslenska | íslensku  | íslenska |
| plurale            | Tutti i casi     | íslensku | íslensku  | íslensku |

Per esempio nella frase
Ég sá veiku konuna--Ho visto la donna malata, l'aggettivo veikku è all'accusativo singolare della declinazione debole poiché il sostantivo konu presenta l'articolo determinativo che ne specifica il genere (konuna).

## Verbi
Esistono quattro modi nel sistema verbale islandese:
- Indicativo
- Imperativo
- Condizionale
- Congiuntivo

Come in tutte le altre lingue che si declinano i verbi spesso condizionano il caso dei sostantivi che vi sono correlati, per esempio:
- Safna ('salvare o collezionare') regge il dativo.

Ég er að safna peningum til þess að geta keypt jólagjöf handa mömmu.
Sto risparmiando dei soldi per fare un regalo di natale a mamma. (Peningum è il dativo plurale di peningur (soldo-moneta))
- Sakna ('mancare') regge il genitivo

Ég sakna þín
Mi manchi
All'infinito molti verbi islandesi terminano in -a, mentre alcuni terminano in -á, come ad esempio slá (colpire),e vi sono verbi che terminano in altre vocali come munu, skulu, ske(accadere, succedere), e þvo (lavare).
Ci sono tre classi di verbi deboli in islandese: -ar, -ir, -ur riferendosi alla terminazione dei verbi quando coniugati alla terza persona singolare del presente indicativo.
| Numero       | Singolare  | Singolare   | Singolare                   | Plurale        | Plurale       | Plurale           |
| Persona      | ég Io      | þú tu       | hann/hún/það Lui/Lei/(Esso) | við Noi        | þið Voi (pl.) | þeir/þær/þau Loro |
| ------------ | ---------- | ----------- | --------------------------- | -------------- | ------------- | ----------------- |
| tala Parlare | tala Parlo | talar Parli | talar Parla                 | tölum Parliamo | talið Parlate | tala Parlano      |

Il precedente esempio era di un verbo debole coniugato al presente indicativo (notate la terminazione in -ar della terza persona singolare.
Ora prendiamo ad esempio un verbo -ir(Læra, imparare) ed uno -ur(velja, scegliere).
| læra imparare | læri imparo | lærir impari | lærir impara | lærum impariamo | lærið imparate | læra imparano |

| velja scegliere | vel scelgo | velur scegli | velur sceglie | veljum scegliamo | veljið scegliete | velja scelgono |

Notate ora invece la coniugazione dei verbi forti, vera (essere) e hafa (avere), sempre al presente indicativo.
| Vera Essere | er sono | ert sei | er è | erum siamo | eruð siete | eru sono |

| Hafa Avere | hef ho | hefur hai | hefur ha | höfum abbiamo | hafið avete | hafa hanno |

I verbi irregolari islandesi (verbi forti) si dividono in circa sei gruppi, ed ogni gruppo possiede le sue particolarità.
Esistono anche dei verbi ausiliari chiamati verbi in r- insieme all'unico verbo in islandese che si può definire completamente irregolare (valda).
Alcuni verbi infine all'infinito terminano in -ja, di questi verbi molti perdono la j durante la coniugazione (come il verbo telja = contare, che ad esempio alla prima persona singolare diventa ég tel) mentre altri verbi la mantengono, quindi la presenza della j in sé non è segno di una qualche irregolarità.

### Tempi
In islandese esistono solo due tempi semplici, il presente ed il preterito (equivalente al simple past inglese). Tutti gli altri tempi richiedono un ausiliare per poter essere declinati correttamente. Per esempio, il gerundio si ottiene con il costrutto:
pronome personale + vera + að + verbo all'infinito
ég er að læra
sto imparando,
benché molto spesso, invece del gerundio, si usi il presente indicativo.
I tempi che richiedono un ausiliare sono:
- condizionale
- futuro
- congiuntivo passato
- passato
  - gerundio (passato)
  - remoto (trapassato)
- presente
- gerundio
- passato prossimo
- presente congiuntivo

### Voce
Oltre alle voci attiva e passiva, l'islandese possiede la voce media.
La voce media corrisponde più o meno ai seguenti ruoli sintattici:
- Riflessività: si usa per evitare di usare il pronome riflessivo (Þór klæðir sig ⇒ Þór klæðist (‘Þór si veste')
- Reciprocità: qui la voce media si usa per indicare che due soggetti compiono un'azione l'uno sull'altro (Þór talar við Stefán og Stefán talar við Þór ⇒ Þór og Stefán talast við (‘Þór e Stefán si parlano / parlano l'un con l'altro')
- Altro significato del verbo: un verbo alla voce media può cambiare completamente significato alle volte (koma venire diventa komast arrivare oppure gera fare diventa gerast succedere)
- Passivo: alle volte la voce media assurge il ruolo della voce passiva (bíllinn sést ekki può essere tradotto con la macchina non può essere vista). Molto spesso la voce media è usata lì dove non vi è un soggetto chiaro.

Per ottenere la voce media basta aggiungere a tutti i tempi e modi verbali la terminazione -st, anche se la seconda e terza persona singolare perdono le loro desinenze per prendere solo -st.
Il seguente esempio riguarda il verbo breyta cambiare.
| breyta cambiare   | breyti cambio   | breytir cambi  | breytir cambia  | breytum cambiamo   | breytið cambiate  | breyta cambiano   |
| breytast cambiare | breytist cambio | breytist cambi | breytist cambia | breytumst cambiamo | breytist cambiate | breytast cambiano |

## Avverbi
Rispetto ad altre categorie grammaticali islandesi gli avverbi sono relativamente facili, non si declinano (se non per comparazione seguendo una procedura molto semplice) e si ricavano molto spesso dagli aggettivi o verbi aggiungendo la terminazione -lega (un equivalente islandese di -mente):
nýr - nuovo => nýlega - tardi/nuovamente
Gli avverbi terminanti in -lega si possono declinare per i vari gradi di comparazione ad esempio:
hætta - pericoloso => hættar - più pericoloso => hættast - pericolosissimo
Un altro modo per formare un avverbio è usare il nominativo neutro di un aggettivo in funzione avverbiale:
blítt—gentile ⇒ blítt—gentilmente, cf. hún sefur blítt—lei dorme gentilmente
Un altro modo è di prendere la radice di un aggettivo ed aggiungere una -a:
illur—cattivo ⇒ illa—male, cf. hann hagar sér illa—Lui si comporta male (illur non prende mai il suffisso -lega).
Molte parole invece non prendono suffissi perché sono considerati essi stessi avverbi:
bráðum—presto;
núna—ora;
oft—spesso;
strax—diritto;
austur—est;
norður—nord;
suður—sud;
vestur—ovest;
inn—in;
innan—da dentro;
utan—da fuori;
út—fuori.

## Altre classi di parole

### Preposizioni
In islandese come in altre lingue germaniche (vedi tedesco) le preposizioni determinano il caso del sostantivo che reggono.
| accusativo          | dativo               | genitivo      | acc. o dat. secondo il contesto |
| ------------------- | -------------------- | ------------- | ------------------------------- |
| um—circa/riguardo a | að—a, con            | til—per/verso | á—su                            |
| gegnum—attraverso   | af—di/su             | án—senza      | eftir—dopo                      |
| umfram—inoltre      | frá—da               | meðal—tra     | fyrir—prima di                  |
| kringum—attorno     | hjá—con              | milli—tra     | í—in                            |
| umhverfis—attorno   | úr—fuori da          | sökum—secondo | með—con                         |
|                     | andspænis—opposto    | vegna—perché  | undir—sotto                     |
|                     | ásamt—lungo (il)     | handan—oltre  | við—da/causa di                 |
|                     | gagnvart—verso       | innan—dentro  | yfir—oltre                      |
|                     | gegn—attraverso      | utan—fuori    |                                 |
|                     | gegnt—contro         | ofan—sopra    |                                 |
|                     | handa—per            | neðan—sotto a |                                 |
|                     | meðfram—lungo il     |               |                                 |
|                     | móti—opposto, contro |               |                                 |
|                     | undan—da sotto       |               |                                 |

## Sintassi
L'islandese è una lingua SVO (Soggetto, Verbo, Oggetto) e l'inversione soggetto-verbo ha luogo per rendere la frase interrogativa oppure quando la frase inizia con un avverbio.
Ovviamente a causa dell'alta flessibilità della lingua e per ragioni poetiche spesso l'ordine può essere del tipo OVS, ma in ogni caso il verbo deve essere almeno il secondo membro della frase (come avviene praticamente nel 90% delle lingue germaniche).
Prendiamo l'esempio seguente per fissare le idee:
Mannfjöldinn var 1.500—La popolazione era di 1500 persone
Il verbo (in azzurro) è al secondo membro mentre il soggetto (in giallo arancio) è al primo membro come in una tipica frase minima, se invece la frase iniziasse con un avverbio (verde) avremmo una inversione come mostrato in quest'altro esempio.
Árið 2000 var mannfjöldinn 1.500—Nel 2000, la popolazione era di 1,500 persone (lett. L'anno 2000 era la popolazione 1,500)
Infatti come si può notare il soggetto (giallo arancio) in questo caso è dopo il verbo (azzurro).

### Domande
Per rendere una frase interrogativa si inverte l'ordine Soggetto-Verbo in Verbo-Soggetto:
Þú talar íslensku. => Tu parli islandese
Talar þú íslensku? => Tu parli islandese?
Capita spesso del discorso parlato una elisione del verbo col soggetto nelle frasi interrogative. Così invece di sentire Talar þú spesso sentirete dire Talarðu.
L'inversione ha luogo anche in presenza di avverbi interrogativi quali:
- hvað?—cosa/come?
  - Hvað ert þú að gera?—cosa stai facendo? (letteralmente What are you to do?)
- hvaða?—quale?
  - Hvaða hundur?—quale cane?
- hver?—chi?
  - Hver ert þú?—chi sei?
- hvernig?—come?
  - Hvernig hefur þú það?—come stai? (lett. come hai tu esso?)
- hvar/hvert/hvaðan?—dove/donde/onde?
  - Hvar ert þú?—dove sei?
  - Hvert ert þú að fara—onde vai tu? (lett. onde hai tu da andare?)
  - Hvaðan kemur þú?—donde vieni tu?
- hvenær?—quando?
  - Hvenær kemur þú?—quando vieni?
- hvers vegna/af hverju/hví?—perché?
  - Hvers vegna hann?—perché lui?
- Af hverju ekki?—perché no?
- Hví?—perché?
- hvort?—quale?
  - Hvort hann komi, veit ég ekki.—non so se viene oppure no. (lett. se viene, so io no)
  - Hvort vilt þú?—quale vuoi?

hvað e hver si declinano secondo il caso dettato dal verbo oppure da una preposizione.